# Kronen-Blasebalgfisch
Der Kronen-Blasebalgfisch (Notopogon lilliei) ist ein kleiner Meeresfisch aus der Gruppe der Seenadelartigen. Er kommt in gemäßigt temperierten Meeren auf der südlichen Erdhalbkugel vor. Fische dieser Art wurden bisher im südwestlichen Pazifik bei Australien und Neuseeland und im südlichen Atlantik bei Tristan da Cunha und der Gough-Insel nachgewiesen. Ein einzelnes Exemplar fand man an der Küste von KwaZulu-Natal.

## Merkmale
Der Kronen-Blasebalgfisch kann eine Maximallänge von 27 Zentimeter erreichen. Sein Körper ist 
hochrückig und annähernd rund. Zusammen mit dem Kopf, der in einem langen, röhrenförmigen Maul ausläuft, ergibt sich so insgesamt eine Blasebalgförmige Gestalt. Jungfische sind hochrückiger als die ausgewachsenen Fische, deren Rückenprofil mit zunehmendem Alter immer flacher wird. Die erste Rückenflosse wird von sieben Flossenstacheln gestützt, von denen der erste deutlich verlängert ist. Ein Unterschied zum Orangefarbenen Blasebalgfisches (Notopogon xenosoma) besteht darin, dass dieser Flossenstachel viel kürzer als die Länge des Röhrenmauls ist. Die zweite Rückenflosse und die Afterflosse stehen einander oberhalb und unterhalb des Schwanzflossenstiels annähernd symmetrisch gegenüber. Diese Rückenflosse wird von 14 bis 15 Weichstrahlen gestützt, die Afterflosse besitzt 17 bis 19 Weichstrahlen.

## Lebensweise
Kronen-Blasebalgfische leben über dem Schelf von Kontinenten und Inseln in Tiefen von 80 bis 600 Metern, meist zwischen 150 und 300 Metern. Wahrscheinlich ernähren sie sich von kleinen, planktonischen Krebstieren. Ihre Lebensweise ist weitgehend unbekannt.